# Unua Libro
El Unua Libro (Primer Libro) fue la primera publicación que describe el idioma internacional esperanto (en ese entonces llamado Lingvo Internacia —Idioma Internacional). Fue inicialmente publicado en ruso en Varsovia el 26 de julio de 1887 y, con los años, fueron publicándose ediciones en ruso, hebreo, polaco, francés, alemán e inglés.
Este manual incluía el Padre nuestro, algunos versos de la Biblia, una carta, poesía, las 16 reglas del esperanto y 900 raíces de vocabulario. Zamenhof dijo que «un idioma internacional, como un idioma nacional, es propiedad común». Zamenhof firmó su trabajo con el seudónimo Doktoro Esperanto y el nombre Esperanto quedó como nombre del idioma mismo (que en esperanto significa 'El que tiene esperanza' o 'Esperanzado').
En 1905 Zamenhof volvió a publicar las 16 reglas de la gramática, junto con un diccionario universal y una colección de ejercicios en un trabajo titulado Fundamento de Esperanto. En el primer Congreso Universal de Esperanto en la ciudad de Boulogne ese mismo año se redactó una declaración que señala lo siguiente:

El único fundamento de la lengua esperanto, obligatorio para siempre y para todos los esperantistas, es la obra "Fundamento de esperanto", en la cual nadie tiene derecho de hacer cambios. Si alguien se desvía de las reglas y modelos dados en dicha obra, jamás podrá justificarse diciendo que "así lo desea o aconseja el autor del esperanto". Cualquier esperantista tiene el derecho de expresar en la manera que considere más justa toda idea que no pueda ser expresada adecuadamente con el material que se encuentra en el "Fundamento de esperanto", al igual que se hace en cualquiera otra lengua. Pero, en aras de la plena unidad de la lengua, a todos los esperantistas se les recomienda imitar en todo lo posible el estilo que se encuentra en las obras del creador del esperanto, que es la persona que más ha trabajado por el esperanto y quien mejor conoce su espíritu.

Por el hecho de que Zamenhof declara que un idioma internacional debe ser «propiedad común» se han hecho comparaciones entre el Esperanto y lo que hoy sería identificado como un proyecto de contenido libre. Sin embargo, según el contexto de la declaración de que el idioma sea «propiedad común» era que Zamenhof renunciaba a sus derechos y privilegios como creador del idioma.

## Galería de imágenes

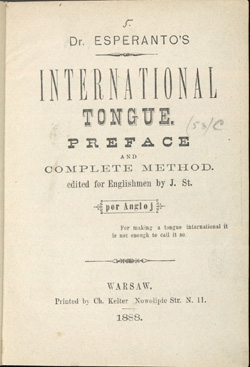
Unua Libro por Angloj (primera edición en inglés, 1888).